# The Mirage (hotel y casino)
Para la película, ver The Mirage (película)
The Mirage era un hotel y casino de 3,044 habitaciones localizado en el strip de Las Vegas en Paradise, Nevada (Estados Unidos) (como la mayoría de los hoteles en el Strip, usa el servicio postal de Las Vegas). El casino es operado por MGM Resorts International. 
El Mirage está conectado por medio de un tranvía gratuito al hotel Treasure Island, localizado al norte. El letrero en frente del Mirage es el más grande del mundo.[cita requerida]

## Historia
Una parte de la propiedad Mirage fue ocupada anteriormente por una discoteca conocida como el Red Rooster. Se inauguró en 1930, en lo que se convertiría en el Strip de Las Vegas.
Se consideraron numerosos nombres para el proyecto de Wynn, incluyendo Bombay y Bombay Club, que fueron rechazados a finales de 1986. El nombre final se anunció en diciembre de 1988: The Mirage.
La construcción comenzó en noviembre de 1987. El proyecto tenía un costo inicial de $550 millones, aunque sobrepasó el presupuesto. Con un costo final de $630 millones, el Mirage fue el hotel y casino más caro del mundo construido hasta entonces, hasta la apertura del Trump Taj Mahal unos meses después en Atlantic City.
El Mirage abrió sus puertas el 22 de noviembre de 1989. El Mirage fue el primer resort nuevo construido en el Strip de Las Vegas en 16 años, después de la finalización del MGM Grand (ahora Bally's) en 1973. El Mirage también fue el primer megaresort en abrir en el Strip, y fue el segundo en el Valle de Las Vegas después de la apertura del International Hotel en 1969. Las habitaciones del hotel fueron renovadas en 2002, y una renovación importante tuvo lugar de 2005 a 2006.
Se llevó a cabo una renovación de $100 millones en 2008, actualizando el piso del casino y las habitaciones del hotel, y se añadieron varios restaurantes.

## En la cultura popular
- Las Vegas usa el cartel de entrada del Mirage como cartel del Montecito Resort & Casino
- El salón de póker en el Mirage era el sueño del personaje Matt Damon en la película Rounders
- La película Vacaciones en Las Vegas fue filmada en el Mirage.
- El Mirage aparece en el videojuego del Grand Theft Auto: San Andreas en la ciudad de Las Venturas, bajo el nombre "The Visage".
- El Mirage fue uno de los tres casinos que la banda de Danny Ocean y sus camaradas robaron en la película Ocean's Eleven.
- Una escena del Sgto. Steve Martin en la película SGT Bilko fue filmada en el Mirage.
- El show "Criss Angel: Mindfreak" es filmado algunas veces aquí.
- El Mirage aparece en el videojuego "Need For Speed Carbon". The Mirage en el videojuego se llama "Mirror"

## Atracciones
Algunas atracciones incluyen:

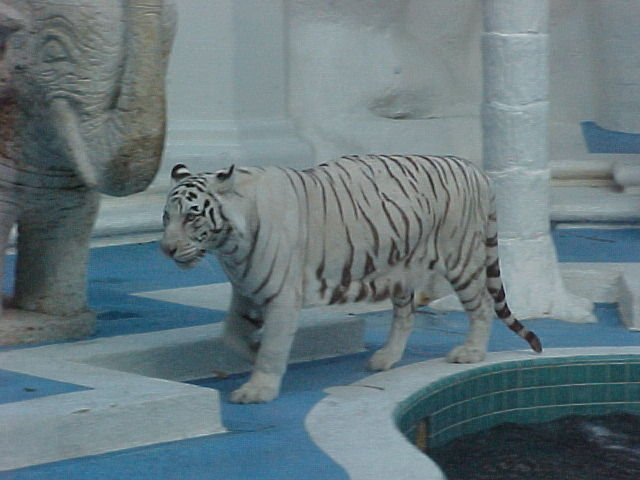
Un tigre blanco en el hábitat del Mirage.

- Siegfried & Roy's Secret Garden and Dolphin Habitat (El jardín secreto y el hábitat de delfines de Siegfried & Roy).
- Un volcán artificial a lo largo del Strip que hace "erupción" periódicamente durante cada atardecer.  Después que su propiedad hermana del Bellagio abriera, Wet Design, la compañía que ayudó a crear y diseñar las Fuentes del Bellagio, usaron la misma tecnología que las fuentes para ponerle los efectos especiales al volcán para hacerlo más espectacular.  Para prevenir el olor del combustible usado en el volcán, un olor artificial de piña colada es utilizado en este.
- Un "atrium" en la entrada del hotel exhibe a varias palmeras, con efectos especiales de agua, y otros efectos de "fauna".
- Un acuario de 53 pies de largo por 8 pies de alto, con casi 1,000 especímenes.
- Varios shows, como LOVE, una producción teatral del Cirque du Soleil.

## Eventos deportivos
El 18 de mayo de 1996 se llevó a cabo en el hotel la pelea entre los boxeadores Félix Trinidad y Freddie Pendleton.